# بنات الشمس (مسلسل)
بنات الشمس (بالتركية: Güneşin Kızları) هو المسلسل من إنتاج شركة فيلم سوريتش [التركية]  وتم بث أولى حلقاته في 18 يونيو 2015، بإخراج سعد الله سيلين. شارك في بطولته كل من إمري كيناي، إفريم ألاسيا، تولغا ساريتاش، بورجو أوزبيرك، هاند إرتشيل، وبيرك أتان. عـُرض على قناة كانال دي التركية في 18 يونيو 2015. اختتم المسلسل بعد عرض 39 حلقة (بالتقسيم التركي)، وكان آخر بث له في 19 مارس 2016.
تمت دبلجته إلى اللغة العربية وعُرض على قناة Mbc4  في 20 نوفمبر 2016.

## قصة المسلسل
تدور أحداث المسلسل حول "شمس"، معلمة أدب تركي في الأربعينيات من عمرها، تركها زوجها السابق ورحل منذ فترة طويلة، تاركًا إياها مع بناتها الثلاث. تظن أن الحظ ابتسم لها عندما تزوجت من رجل الأعمال الثري "فاروق"، الذي يظهر بمظهر الرجل الصالح والمحب لها ولبناتها. ولكن مع مرور الوقت، تبدأ "شمس" في اكتشاف أن "فاروق" وعائلته ليسوا بالمثالية التي تصورتها، حيث يلف الغموض حياتهم وتتكشف الأسرار الخفية المتعلقة بماضي "شمس". شيئًا فشيئًا، تبدأ في الشعور بالندم على زواجها منه.

## طاقم العمل والشخصيات
| اسم الشخصية      | الممثل        | معلومات عن الشخصية | مؤدي الصوت العربي |
| ---------------- | ------------- | --- | ----------------- |
| شمس مارت اوغلو   | إفريم ألاسيا  | امرأة جميلة رغم تقدمها في السن، تعمل أستاذة أدب عربي وأم لثلاث فتيات. تلتقي برجل الأعمال فاروق وتعتقد أن الحظ ابتسم لها فتتزوجه. ولكن مع تقدم الأحداث، تكتشف حقائق صادمة وأسرارًا خفية عن فاروق وعائلته، ما يدفعها في النهاية إلى الانفصال عنه. | أماني الحكيم      |
| فاروق مارت اوغلو | إمره كيناي    | رجل ثري يدعى فاروق، يحمل ماضيًا غامضًا، ويبذل كل ما بوسعه لإسعاد زوجته شمس وبناتها. لكن مع مرور الحلقات، تبدأ أسراره في التكشف واحدة تلو الأخرى، مما يؤدي في النهاية إلى انفصاله عن زوجته. | حسام الشاه        |
| علي مارت اوغلو   | تولغا ساريتاش | و الوريث الوحيد لعائلة مرتوغلو، والده فاروق ووالدته سيلفا مطلقان. يعيش مع والده ويتعرف على سيلين، ابنة شمس. في البداية، لا يكونان على وفاق، ولكن مع مرور الوقت، يقع في حبها ويتزوجها. يتميز علي بشخصيته المغرورة والمفرطة في الثقة. | أيمن عبد السلام   |
| نازلي يلما       | بورجو أوزبيرك | ابنة شمس، تتميز بشخصية قوية تميل إلى الطابع الرجولي. لم تكن راضية عن زواج والدتها من فاروق، مما جعلها تفتعل العديد من المشاكل. خلال الأحداث، تتعرف على صلاح، ويبدآن في مساعدة بعضهما البعض رغم بعض الخلافات في البداية. بمرور الوقت، تقع في حبه. | لمى إبراهيم       |
| سيلين يلماز      | هاندا أرتشيل  | ابنة شمس وتوأم نازلي، تختلف تمامًا عن شقيقتها في الطباع. بينما تتميز نازلي بشخصية هادئة ومستقلة، فإن سيلين تحب حياة الرفاهية وتستمتع بالاختلاط بالجميع. تتعرف سيلين على علي، ويكره كل منهما الآخر في البداية، لكن مع مرور الوقت، تتطور مشاعرهما لتنشأ قصة حب تنتهي بالزواج. | مهجة الشيخ        |
| صلاح مارت اوغلو  | بيرك أتان     | ابن السيدة رانا، أخت هالوك، هو شاب غامض ومنعزل عن الجميع. يعيش في ظل اتهامات بقتل حبيبته السابقة ميليسا، لكنه لا يتذكر تفاصيل الحادثة مما يجعله يعاني من صراعات نفسية عميقة. يتعرف على نازلي، التي تبدأ بمساعدته على مواجهة هذه الصعوبات والتعامل مع ماضيه المضطرب. بمرور الوقت، يبدأ في الوقوع في حب نازلي، وينسى حبه الكبير لميليسا، مما يساعده على الشفاء العاطفي والتقدم في حياته. | حمادة سليم        |
| عبير يلماز       | ميراي اكاي    | البنت الصغرى لشمس، والتي تُعتبر الأكثر وعياً بين الأخوات، تتميز بذكائها وفطنتها. دائمًا ما تسعى لتحقيق المصلحة لعائلتها، سواء لاختيها أو لوالدتها، وتحاول توجيههم نحو القرارات الصحيحة. تُعتبر شخصية حكيمة تُظهر نضجًا يفوق سنها، وغالبًا ما تكون صوت العقل في عائلتها، مما يجعلها تلعب دورًا محوريًا في المواقف الصعبة التي تواجههم.                                                           | باولا العاقل      |

## روابط خارجية
- بنات جونيش على موقع IMDb (الإنجليزية)
- بنات جونيش على موقع كينوبويسك (الروسية)
- بنات جونيش على موقع قاعدة بيانات الفيلم (الإنجليزية)